# Dylan Glaby
Dylan Emanuel Glaby (Rafael Castillo, Argentina, 7 de abril de 1996) es un futbolista profesional argentino que juega como mediocampista en Barracas Central de la Primera División de Argentina.

## Trayectoria
En sus inicios, Glaby formó parte de club Carlos Casares de Rafael Castillo , pasando posteriormente a las divisiones menores de Boca Juniors. Durante su etapa de juvenil, tuvo breves pasos por Vélez Sarsfield y el equipo uruguayo Juventud Las Piedras en 2016.
Entre 2017 y 2019, jugó para los clubes Real Pilar y Argentino de Merlo, logrando con este último, el título de Primera D en 2018-19.
Luego de un paso por Deportivo Morón fue cedido al club Barracas Central, logrando el ascenso a Primera División en 2021.
En enero de 2023, fue oficializado como nuevo refuerzo de Coquimbo Unido de la Primera División de Chile.

## Estadísticas
| Club                       | Div.       | Temporada  | Liga  | Liga  | Copas nacionales | Copas nacionales | Torneos internacionales | Torneos internacionales | Total | Total |
| Club                       | Div.       | Temporada  | Part. | Goles | Part.            | Goles            | Part.                   | Goles                   | Part. | Goles |
| -------------------------- | ---------- | ---------- | ----- | ----- | ---------------- | ---------------- | ----------------------- | ----------------------- | ----- | ----- |
| Deportivo Morón Argentina  | 2.ª        | 2019-20    | 6     | 0     | 1                | 0                | —                       | —                       | 7     | 0     |
| Deportivo Morón Argentina  | 2.ª        | 2020-21    | 8     | 0     | —                | —                | —                       | —                       | 8     | 0     |
| Deportivo Morón Argentina  | Total club | Total club | 14    | 0     | 1                | 0                | 0                       | 0                       | 15    | 0     |
| Barracas Central Argentina | 2.ª        | 2021       | 36    | 6     | —                | —                | —                       | —                       | 36    | 6     |
| Barracas Central Argentina | 1.ª        | 2022       | 31    | 1     | 1                | 0                | —                       | —                       | 32    | 1     |
| Barracas Central Argentina | Total club | Total club | 67    | 7     | 1                | 0                | 0                       | 0                       | 68    | 7     |
| Coquimbo Unido · Chile     | 1.ª        | 2023       | 26    | 1     | 2                | 0                | —                       | —                       | 28    | 1     |
| Coquimbo Unido · Chile     | 1.ª        | 2024       | 11    | 0     | 0                | 0                | 6                       | 0                       | 17    | 0     |
| Coquimbo Unido · Chile     | Total club | Total club | 37    | 1     | 2                | 0                | 6                       | 0                       | 45    | 0     |
| Total club                 | Total club | Total club | 118   | 8     | 4                | 0                | 6                       | 0                       | 128   | 8     |
| 1. 2.                      |            |            |       |       |                  |                  |                         |                         |       |       |